# Ramona Stook
Ramona Stook (Dordrecht, 24 mei 1979) is een Nederlandse gymnaste die van 1988 tot 1999 binnen de ritmische gymnastiek actief was. Tegenwoordig traint ze andere gymnasten.
Tot 2001 woonde zij in Zwijndrecht. Na 2001 is zij verhuisd naar Den Haag en later naar Rotterdam. Tot en met 1995 kwam zij uit voor de vereniging O&O Zwijndrecht, in 1996-1998 voor GV Kralingen Rotterdam, en vanaf 1999 weer voor O&O Zwijndrecht.

## Nationale prestaties
Vooralsnog is zij samen met Grietina Molenbuur (1970-1973) de enige ritmisch gymnaste geweest, die viermaal achtereenvolgens Nederlands kampioene is geworden. Ramona Stook is juniorenkampioene geweest op de meerkamp op het NK in Enschede in 1992, en op de NK's 1996-1999 in Deventer, Zoetermeer en Lisse. Daarnaast is zij in 2001 ook nog mede-groepskampioene geweest met de vereniging. Daarnaast was ze meerdere malen kampioene op de onderdelen. Opvallend was de meerkamptitel van 1996: nog nooit eerder was deze titel namelijk gedeeld met hartsvriendin Lucinda Schuurman, uitkomend voor de vereniging SV PAX te Hoofddorp.

## Internationale prestaties
Vanaf 1993 heeft zij samen met onder andere Lucinda Schuurman op verscheidene EK's, WK's en Grand Prix Nederland mogen vertegenwoordigen. Haar beste resultaten waren op de WK's: 63e plaats in Wenen in 1995, 71e plaats in Berlijn in 1997, 85e plaats in Osaka in 1999; en op de EK's: 72e plaats in Boekarest in 1993 (jeugd EK), 70e plaats in Thessaloniki in 1994, 43e plaats in Asker/Oslo in 1996, 36e plaats in Porto in 1998. In de laatste twee jaren van haar topsport-carrière werd zij geplaatst als Europese subtopper (11e t/m 26e plaats), maar kon door druk dit niet aan. Aanvankelijk stond Ramona Stook namelijk na een halve meerkamp op de 25e plaats op het EK in Porto 1998, maar door grove fouten in de knots- en lintoefening zakte zij weg. Op het WK in 1999 in Osaka was de verwachting dat ze in de top 30 zou eindigen, maar door een verstoring in de baloefening eindigde ze ver weg in het klassement. Hierop eindigde de carrière, alhoewel ze geleidelijk is gaan aftrainen binnen de vereniging. Dit was de reden waarom zij in 2001 nog een keer kampioene werd in de groep, samen met onder andere haar twee zusters, die ook actief zijn geweest in de nationale ploeg tot 1999.

## Postcarrière
Na het NK 2001 is zij gestopt en begonnen met het coachen van gymnasten. In 2002-2004 Deed ze dat voor de vereniging Souplesse te Hendrik-Ido-Ambacht en vanaf 2005 voor O&O Zwijndrecht. Vanaf 2004 heeft ze de Russin Anna Pobokova getraind, die zelf kampioene werd in 2003 en 2004. In 2006 is Ramona Stook voor haar eigen plezier weer eenmalig begonnen en eindigde verrassend als vierde in de meerkamp op het NK in Aalsmeer, met een bronzen medaille op het onderdeel lint. Anna Pobokova werd hier tweede in de meerkamp; het NK zelf werd gewonnen door Lisa Vos uit Hoofddorp.